# Thurauia chilkaensis
Thurauia chilkaensis är en tvåvingeart som beskrevs av Mani 1934. Thurauia chilkaensis ingår i släktet Thurauia och familjen gallmyggor. Inga underarter finns listade i Catalogue of Life.